# Fork Songs
Fork Songs es el segundo álbum de estudio de la banda neozelandésa Tall Dwarfs, lanzado en 1991 por Flying Nun Records. Las últimas 6 canciones del disco son pistas extras, originalmente lanzadas en 1986, siendo parte del EP Dogma.

## Lista de canciones[5][6]
1. "Dare To Tread"
2. "We Bleed Love"
3. "Wings"
4. "Skirl"
5. "Thought Disorder"
6. "Small Talk"
7. "Lowlands"
8. "Life Is Strange"
9. "Daddy"
10. "All Is Fine"
11. "Two Humans"
12. "Oatmeal"
13. "Boys"
14. "Think Small"
15. "Lurlene Bayliss"
16. "Waltz Of The Good Husband"
17. "The Slide"
18. "Can't"
19. "Dog"
20. "Missed Again"